# Danville (Iowa)
Danville è una città degli Stati Uniti d'America, situata nello Stato dell'Iowa e in particolare nella Contea di Des Moines.